# (463885) 2014 UY76
(463885) 2014 UY76 es un asteroide perteneciente al cinturón de asteroides, descubierto el 28 de enero de 2007 por el equipo Spacewatch desde el Observatorio Nacional de Kitt Peak (Arizona, Estados Unidos).